# 儒林鎮
儒林鎮（じゅりんちん）は中華人民共和国湖南省邵陽市城歩ミャオ族自治県の鎮。

## 行政区画
- 東海社区
- 南橋社区
- 中心社区
- 城東社区
- 石板橋社区
- 新田社区
- 城南社区
- 沈江渡社区
- 八角亭社区
- 城北社区
- 沙坪底村
- 土渓村
- 冒水井村
- 矮嶺子村
- 賀家寨村
- 白岩山村
- 甘渓村
- 荘稼村
- 大橋村
- 双井村
- 白蓼洲村
- 冷水坪村
- 大木山村
- 界頭村
- 大井村
- 木大坪村
- 盤石村
- 芭蕉村
- 玉屏村
- 楠木村
- 温塘村
- 飛鹿村
- 南門村
- 清渓村
- 田橋村
- 白羊村
- 永安村
- 楓香村
- 白良村
- 大竹坪村
- 羅家村
- 勤倹村
- 十里樹村
- 羅家水村
- 新梘水村
- 藤纏村
- 攔牛坪村
- 韭菜坪村
- 漿坪村
- 小清渓村
- 白石園村
- 金水村
- 栗坪村
- 上団村
- 壩頭沖村

## 歴史
隋末、蕭銑は建州を創立して、ここは武攸県の県政府の所在地です。
1313年、楊再興は儒林書院を創立し、その後この鎮は儒林鎮と名づけました。

## 地理
儒林鎮は城歩ミャオ族自治県中部に位置し、北は茅坪鎮と、東は蘭蓉郷と、西及び西南は丹口鎮と、東南は白毛坪鎮と、南は汀坪郷とそれぞれ接している。
- 河川：巫水河

## 交通

### 道路
- 省道219
- 城歩龍勝高速公路[1]